# فمینیسم در سوئد
فمینیسم در سوئد نقشی برجسته و تأثیرگذار در حوزه‌های اجتماعی و سیاسی این کشور ایفا می‌کند. احزاب سیاسی سوئد، از تمامی طیف‌های سیاسی، در برنامه‌های عمومی خود به سیاست‌های مبتنی بر برابری جنسیتی پایبند هستند. دولت سوئد همه سیاست‌ها را بر اساس اصول «جریان‌سازی جنسیتی» ارزیابی می‌کند. زنان در سوئد ۴۵ درصد از نمایندگان پارلمان این کشور را تشکیل می‌دهند و تا سال ۲۰۱۴، ۴۳ درصد از نمایندگان مجالس محلی نیز زن بودند. علاوه بر این، در سال ۲۰۱۴، مارگوت والستروم، وزیر امور خارجه تازه‌منصوب‌شده، اعلام کرد که سوئد سیاست خارجی خود را بر مبنای رویکرد فمینیستی پیش خواهد برد.
ریشه‌های فمینیسم در سوئد به قرن هفدهم بازمی‌گردد و در طول قرن هجدهم در محافل فکری این کشور مورد بحث قرار گرفته است. از زمان انتشار کتاب «گفت‌وگو میان سایه آرگ و سایه یک بانوی ناشناس» نوشته مارگارتا موما در سال ۱۷۳۸، و به دنبال آن، شعر معروف «دفاع از زنان» اثر هدویگ شارلوتا نوردن‌فلایشت در سال ۱۷۶۱، بحث دربارهٔ نقش‌های جنسیتی و برابری جنسیتی به موضوعی فراگیر در سوئد تبدیل شد.
زنان در دوره آزادی (۱۷۱۸–۱۷۷۲) از حق رأی مشروط برخوردار بودند. با توجه به سطح نسبتاً بالای آموزش در سوئد، زنان مجرد این کشور در سال ۱۸۶۲ به‌عنوان اولین زنان در جهان، حق رأی مشروط در انتخابات محلی را به دست آوردند. حق رأی عمومی برای زنان در سال ۱۹۲۱ به اجرا درآمد. از آن زمان تاکنون، سوئد به‌عنوان یکی از پیشگامان برابری جنسیتی باقی مانده است.
در سال ۲۰۱۴، حزب ابتکار فمینیستی سوئد به‌عنوان اولین حزب سیاسی فمینیستی موفق به کسب کرسی در پارلمان اروپا شد و فمینیسم را از منظری ضد نژادپرستانه، که شامل دیدگاه‌های افراد رنگین‌پوست نیز می‌شد، بازتعریف کرد.

## تاریخچه

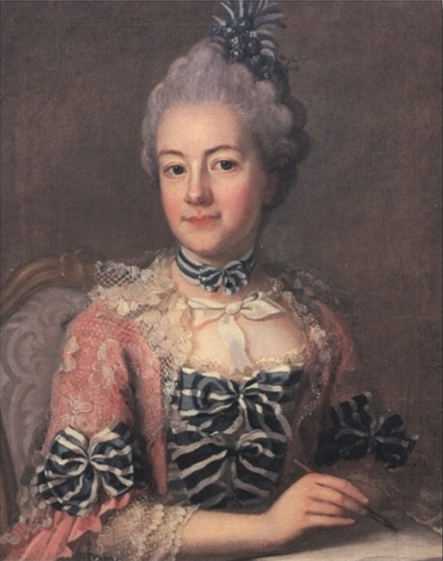
نقاشی "هدویگ شارلوتا نوردن‌فلیشت" اثر اولریکا پاش

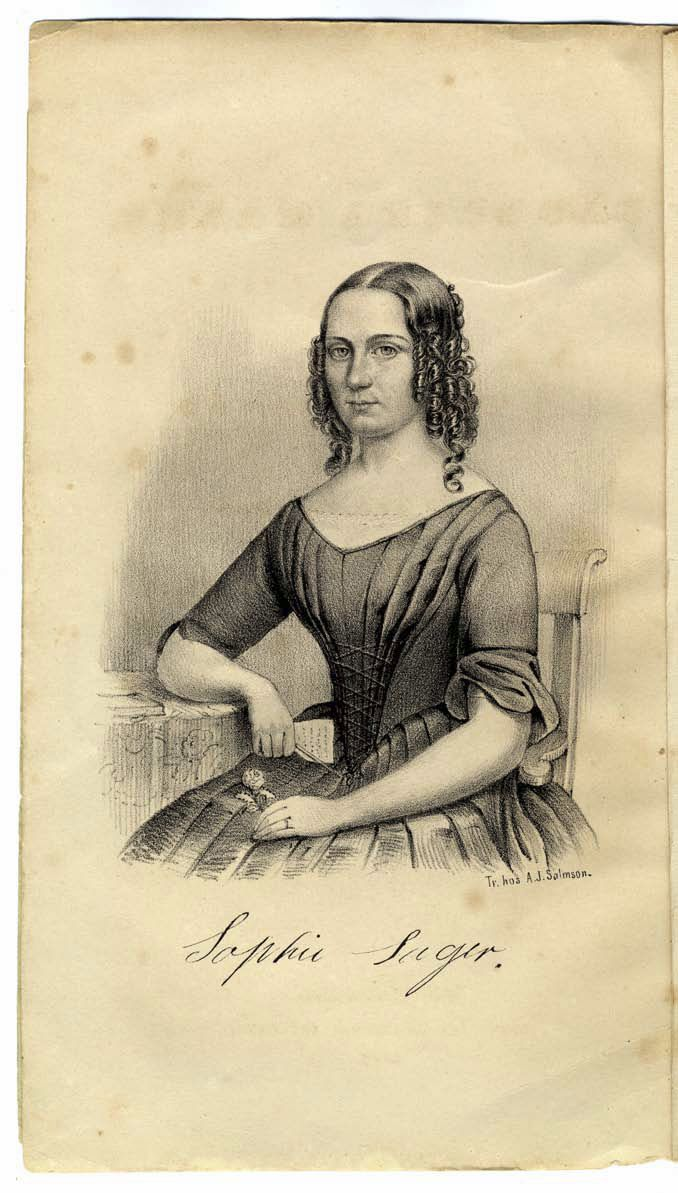
سوفی ساگر از نخستین فعالان فمینیست سوئد در دوران جدید

### پیشافمینیسم
در قرن هفدهم، افرادی مانند سوفیا الیزابت برنر و بئاتا روزنهانه پرسش‌هایی دربارهٔ نقش‌های جنسیتی، برابری جنسیتی و حقوق زنان مطرح کردند، اما اینگونه مباحث در فضای فکری جامعه استثناء بودند.
در قرن هجدهم، موضوع نقش‌های جنسیتی، برابری جنسیتی و اصلاح جایگاه اجتماعی و قانونی زنان در بحث‌های عمومی و ادبیات مورد توجه قرار گرفت. بسیاری از زنان روزنامه‌نگار و نویسنده با نام‌های مستعار در نشریات، اغلب با متن‌های داستانی، جایگاه زنان را به چالش کشیدند، اما تنها تعداد اندکی از آنها شناسایی شده‌اند. از جمله این افراد می‌توان به مارگارتا موما، کاترینا آلگرن و آنا ماریا روکرشولد اشاره کرد. در سال ۱۷۶۱، هدویگ شارلوتا نوردن‌فلایشت شعر معروف خود «دفاع از زنان» را سرود.

### موج اول فمینیسم
اولین سازمان جامعه مدنی تأسیس‌شده توسط زنان در سوئد، انجمن خیریه «والگورنده فرونتیمرس‌سلسکاپت» بود که در سال ۱۸۱۹ در استکهلم توسط گروهی از زنان طبقه متوسط له بالا به رهبری شاهزاده سوفی آلبرتین بنیان‌گذاری شد. هدف این انجمن حمایت از زنان فقیر بود. این اولین بار در سوئد بود که زنان برای دستیابی به اصلاحات اجتماعی و تغییر در جامعه به‌صورت عمومی سازمان‌دهی شدند. هرچند این اقدام ممکن است امروزه غیرجنجالی به نظر برسد، اما خود عمل سازمان‌دهی زنان برای تغییر در جامعه به‌خودی‌خود اقدامی رادیکال بود. پس از آن، در طول قرن نوزدهم، انجمن‌های خیریه متعددی برای زنان ایجاد شدند.
در سال ۱۸۳۹، کارل یوناس لووه آلمکویست با رمان معروف خود «این ممکن است» بحثی طولانی دربارهٔ نقش‌های جنسیتی آغاز کرد. او در این اثر از عشق آزاد و حق زندگی مشترک بدون محدودیت‌های ازدواج دفاع کرد و بر این باور بود که زنان باید بتوانند عشق را تجربه کنند بدون آنکه استقلال خود را از دست بدهند.
در سال ۱۸۴۸، سوفی ساگر پس از گزارش یک تلاش برای تجاوز و پیروزی در پرونده‌اش، جنجال زیادی به پا کرد. او شاید اولین زنی در سوئد بود که به‌صورت عمومی سخنرانی‌هایی در دفاع از فمینیسم ایراد کرد، که این امر او را مشهور اما در عین حال به‌عنوان یک چهره فمینیستی مورد تمسخر قرار داد. بااین‌حال، تلاش او منفرد بود و جنبشی سازمان‌یافته را آغاز نکرد.
در سال ۱۸۵۵، یوسفینا دلاند انجمن بازنشستگی معلمان زن سوئد را تأسیس کرد تا از معلمان زن بازنشسته و مربیان حمایت کند. در آن زمان، شغل معلمی یکی از معدود حرفه‌های در دسترس برای زنان تحصیل‌کرده بود تا بتوانند خود را تأمین کنند، و این موضوع در آن دوره برای زنان اهمیت زیادی داشت. می‌توان گفت این اولین باری بود که زنان در سوئد برای رسیدگی به یک مسئله گسترده‌تر اجتماعی سازمان‌دهی شدند.
در سال ۱۸۵۶، فردریکا برمر با انتشار رمان «هرتا» جنجال بزرگی به پا کرد و «بحث هرتا» را ایجاد کرد. دو موضوع اصلی این بحث، لغو قانون سرپرستی برای زنان مجرد و امکان دریافت مدرک دانشگاهی برای زنان بود. تغییرات اجتماعی به دنبال آمد: در سال ۱۸۵۸، قانون به زنان مجرد اجازه داد با یک رویه ساده درخواست وضعیت قانونی مستقل کنند، و در سال ۱۸۶۱، «هوگره لراری‌سمیناریت» به‌عنوان «دانشگاه زنان» تأسیس شد. در سال ۱۸۵۹، اولین مجله زنان در سوئد و کشورهای نوردیک به نام «تیدسکریفت فور همت» توسط سوفی آدلرشپاره و روزالی اولیوکرونا بنیان‌گذاری شد. این رویداد به‌عنوان نقطه آغاز جنبش زنان در سوئد شناخته می‌شود.
نیمه دوم قرن نوزدهم شاهد تأسیس چندین سازمان حقوق زنان و فعالیت‌های گسترده‌ای در زمینه سازمان‌های فعال و بحث‌های فکری بود. جنبش سازمان‌یافته زنان در سال ۱۸۷۳ با تأسیس انجمن حقوق مالکیت زنان متأهل توسط آنا هیرتا-رتزیوس و الن آنکارسورد آغاز شد. هدف اصلی این سازمان لغو کامل قانون سرپرستی بود. در سال ۱۸۸۴، انجمن فردریکا برمر توسط سوفی آدلرشپاره برای بهبود حقوق زنان تأسیس شد. انجمن اصلاح لباس سوئد نیز برای رهایی زنان از مد لباس‌های ویکتوریایی آن زمان تلاش کرد تا سلامت زنان را بهبود بخشد و آزادی حرکت بیشتری برای آنها فراهم کند.

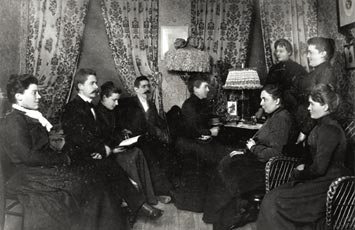
جلسه‌ای در سال ۱۹۰۲ از «کمیته‌ی تبلیغات برای زنان»، که پیشگام اتحادیه‌ی کارگران زن بود، برگزار شد. این جلسه در خانه‌ی آنا استرکی برگزار گردید. کاتا دالستروم در سمت چپ تصویر دیده می‌شود.

زنان همچنین از طریق جنبش کارگری و اتحادیه‌ای سوئد به‌صورت سیاسی سازمان‌دهی شدند و نقشی مهم ایفا کردند. در سال ۱۸۸۸، اولین «باشگاه کارگران زن» در مالمو تأسیس شد، سپس چندین باشگاه محلی کارگران زن در استکهلم ایجاد شد که در نهایت منجر به تشکیل گروه زنان سوسیال دموکرات سوئد شد. از طریق این باشگاه‌ها، زنان به‌طور موازی به اتحادیه‌های کارگری پیوستند و اتحادیه کارگری زنان را تشکیل دادند. آلینا یاگرشتت اطمینان داد که زنان از زمان تأسیس حزب سوسیال دموکرات سوئد به‌عنوان اعضای حزب پذیرفته شوند. زنان کارگر سوئدی که به‌خوبی سازمان‌دهی شده بودند، نقش مهمی در ادغام زنان در حوزه‌های عمومی سیاسی و حرفه‌ای ایفا کردند و تعداد زنان فعال در جنبش سوسیال دموکرات بیش از هر حزب سیاسی دیگری بود.
در سال ۱۹۰۲، انجمنی برای پیگیری حق رأی زنان با حمایت باشگاه‌های زنان سوسیال دموکرات تأسیس شد. حق رأی زنان در سال‌های ۱۹۱۹–۱۹۲۱ اجرایی شد و پس از آن، قانون صلاحیت در سال ۱۹۲۳ زنان را رسماً به‌عنوان شهروندانی برابر با مردان به رسمیت شناخت. بین سال‌های ۱۹۲۱ تا ۱۹۷۱، اتحادیه شهروندی زنان سوئد، تلاش کرد تا اطمینان حاصل کند که قوانین برابری جنسیتی نه‌تنها روی کاغذ، بلکه در عمل نیز اجرا شوند. از سال ۱۹۲۱ تا ۱۹۵۴، مدرسه شهروندی زنان فوگلشتاد دوره‌هایی برای آموزش زنان دربارهٔ حقوق جدیدشان به‌عنوان شهروندان برابر برگزار کرد و آنها را تشویق به استفاده از این حقوق کرد.
در دوره بین دو جنگ جهانی، مجلات و سازمان‌های مختلفی برای زنان از همه دیدگاه‌های سیاسی و طبقات اجتماعی وجود داشت. زنان در شاخه‌های زنان احزاب سیاسی مانند زنان سوسیال دموکرات سوئد، زنان مرکز، زنان لیبرال و زنان میانه‌رو سازمان‌دهی شدند و از این طریق خواسته‌های خود را به سیاست وارد کردند. در این دوره، انجمن لیست زنان در سال ۱۹۲۷ و کمیته افزایش نمایندگی زنان در سال ۱۹۳۷ احزاب سیاسی را برای انتصاب زنان بیشتر به مناصب سیاسی تحت فشار قرار دادند.

### موج دوم فمینیسم و پس از آن

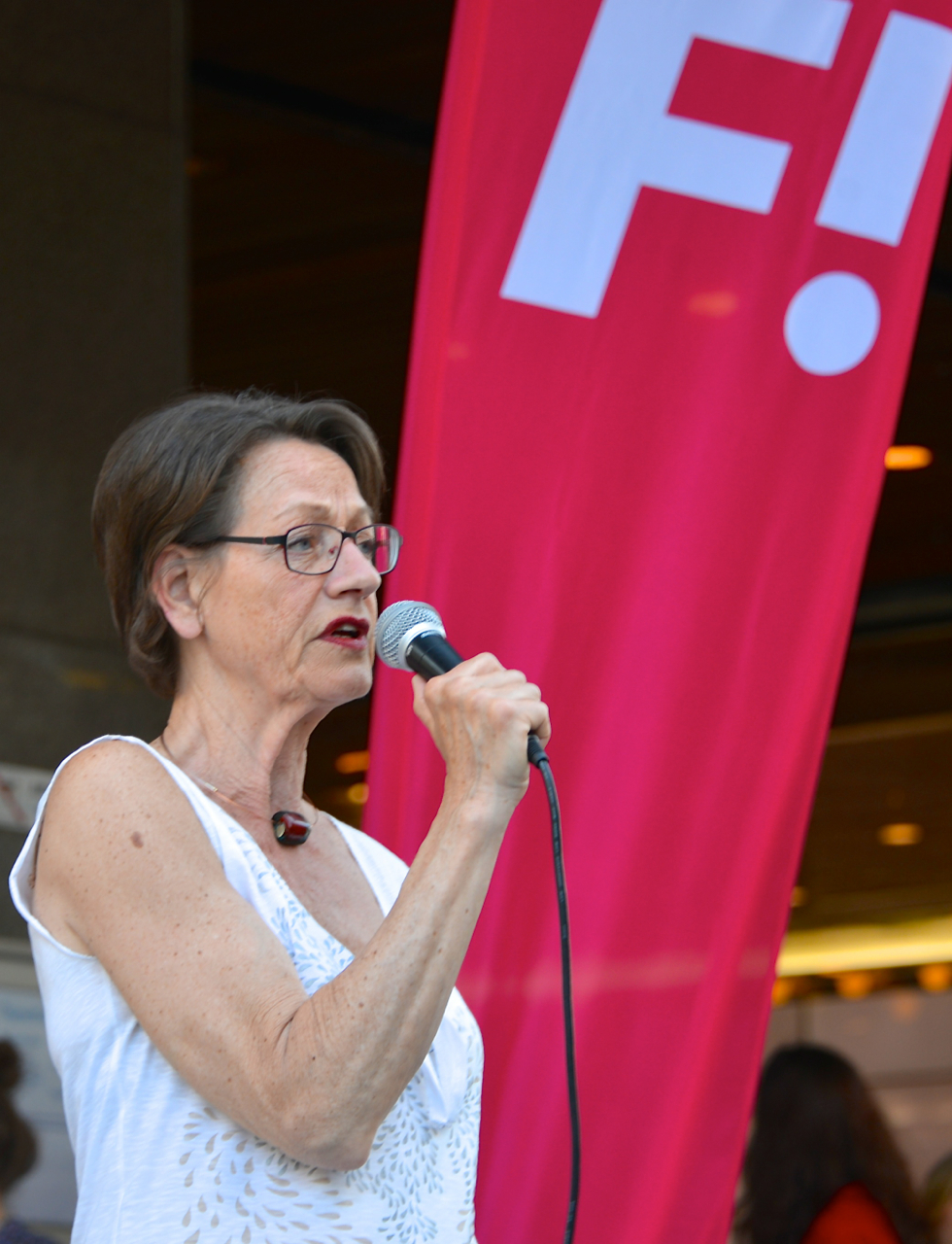
گودرون شی‌مان در سال ۲۰۱۴ در استکهلم، از طرف حزب ابتکار فمینیستی (Fi) سخنرانی می‌کند.

در دهه‌های ۱۹۶۰ و ۱۹۷۰، سوئد شاهد موج جدیدی از فمینیسم بود: در سال ۱۹۶۸، گروه ۸ تأسیس شد و مسائل متعددی در زمینه برابری جنسیتی مطرح کرد. در سال ۱۹۷۳، زنان کارگر از گروه ۸ جدا شدند. فرهنگ عامه نیز ارزش‌های فمینیستی را دربر گرفت، مانند گروه «رودا بونور».
کارزار افزایش نمایندگی سیاسی زنان توسط کمیته افزایش نمایندگی زنان در سال‌های ۱۹۳۷–۱۹۴۸ ادامه یافت و پس از آن، کمیته همکاری برای افزایش نمایندگی زنان در سال ۱۹۶۸ و در سال ۱۹۹۱ کارزار جوراب‌های حمایتی شکل گرفت که منجر به این شد که در انتخابات عمومی سوئد در سال ۱۹۴۴، تقریباً نیمی از مقامات منتخب پارلمان زن باشند.
اواخر دهه ۱۹۹۰ شاهد تجدید حیات فعالیت‌های فمینیستی در سوئد بود که از سوی دولت به شدت تشویق شد. حزب چپ، به‌ویژه تحت رهبری گودرون شیمان، در طرح این مسئله بسیار فعال بود.
در سال ۱۹۹۷، لابی زنان سوئد توسط دولت سوئد تأسیس شد. در دهه ۲۰۰۰، این امر به کارزارهای فمینیستی مانند «فقط سینه‌ها» و «خاطرات کثیف» منجر شد، و همچنین واکنش‌های ضدفمینیستی مانند «جنگ جنسیت» را برانگیخت.
در سال ۲۰۰۵، حزب ابتکار فمینیستی به‌عنوان یک نیروی سیاسی تأسیس شد که حول محور گودرون شیمان، که از دهه ۱۹۹۰ چهره‌ای برجسته در فمینیسم سوئد بوده، شکل گرفت.
در سال ۲۰۱۷، ماریا ترزا ریورا به‌عنوان اولین زن در جهان به دلیل زندانی شدن ناعادلانه به‌خاطر نادیده گرفتن ممنوعیت سقط جنین، پناهندگی دریافت کرد. او این ممنوعیت را در السالوادور نادیده گرفت و در سوئد پناهندگی به او اعطا شد.

## تأثیر فمینیسم

### سیاست‌گذاران زن
در سال ۲۰۱۴، زنان ۴۵ درصد از نمایندگان پارلمان سوئد را تشکیل می‌دادند. همچنین زنان تا همین سال، ۴۳ درصد از نمایندگان مجالس محلی را به خود اختصاص داده بودند. در نوامبر ۲۰۱۵، ۵۲ درصد از وزرای دولت سوئد را زنان تشکیل می‌دادند.
در سوئد هیچ سهمیه قانونی برای نامزدهای زن وجود ندارد، اما بیشتر احزاب سیاسی از سیاست‌های داخلی برای ترویج مشارکت زنان برخوردارند. برخی احزاب به‌صورت داوطلبانه سهمیه‌هایی تعیین کرده‌اند. دلایل سطح بالای مشارکت سیاسی زنان شامل نقش کلیدی سازمان‌های زنان و فعالان جامعه در فشار برای افزایش نمایندگی زنان بوده است.

### جریان‌سازی جنسیتی
دولت سوئد تمامی سیاست‌ها را بر اساس اصول «جریان‌سازی جنسیتی» ارزیابی می‌کند. این رویکرد از سال ۱۹۹۴ در دفاتر دولتی، نهادهای مرکزی، شهرداری‌ها و ادارات محلی به کار گرفته شده است. جریان‌سازی جنسیتی به این معناست که جنسیت، به‌عنوان عضوی ذی‌نفع از جامعه هنگام بررسی سیاست‌های جدید توسط دولت مدنظر قرار می‌گیرد.

### قوانین روسپی‌گری
از سال ۱۹۹۹، خرید خدمات جنسی در سوئد غیرقانونی شده است. در این قانون، خریدار خدمات روسپی‌گری مجرم شناخته می‌شود، نه خود روسپی. این رویکرد به «مدل نوردیک» در مواجهه با روسپی‌گری نیز معروف است.
این قانون با برنامه برابری جنسیتی سوئد هم‌راستاست. از نظر تئوری، جنسیت خریدار و فروشنده در این قانون بی‌اهمیت است و قانون به‌صورت جنسیت‌بی‌طرف تدوین شده است. بااین‌حال، این قانون از نظر سیاسی در زمینه خرید خدمات جنسی توسط مردان از زنان روسپی شکل گرفته، مورد بحث قرار گرفته و اجرا می‌شود. دولت سوئد معتقد است که خرید خدمات جنسی از زنان روسپی توسط مردان نوعی خشونت علیه زنان است که باید با کاهش تقاضا ریشه‌کن شود. تقاضا برای «خدمات جنسی» زنان به‌عنوان شکلی از سلطه مردانه بر زنان و عملی برای حفظ هژمونی پدرسالارانه تلقی می‌شود.حزب سوسیال دموکرات سوئد و حزب چپ سوئد سیاستی را دنبال می‌کنند که خرید خدمات جنسی توسط شهروندان سوئدی در خارج از کشور را نیز جرم‌انگاری کند.

### ارتش
از سال ۱۹۸۹، تمامی شاخه‌ها و جایگاه‌های نظامی، از جمله نقش‌های رزمی، به روی زنان باز شده است. از سال ۲۰۱۸، خدمت سربازی برای هر دو جنس، زنان و مردان، اجباری شده است.

### قانون خشونت خانگی
در سوئد، موارد خشونت و آزار خانگی به‌صورت تجمعی ارزیابی می‌شوند، به این معنا که هر رویداد به‌طور جداگانه در نظر گرفته می‌شود. قانون به‌طور خاص به آزار توسط مردی علیه زنی که با او رابطه نزدیک شخصی دارد اشاره می‌کند و این فرد می‌تواند به اتهام «نقض حق مالکیت زن» محاکمه شود.

### قانون تجاوز
در سال ۱۹۶۵، سوئد تجاوز در ازدواج را جرم اعلام کرد. در سال ۲۰۱۸، قانونی تصویب شد که رابطه جنسی بدون رضایت صریح (چه از طریق زبان بدن یا کلام) را تجاوز تعریف کرد، حتی اگر از زور یا تهدید استفاده نشده باشد. پیش از این، برای محکومیت به تجاوز، اثبات استفاده از زور توسط متجاوز یا وضعیت آسیب‌پذیر قربانی لازم بود.

### جنسیت و سیاست‌گذاری
سوئد دارای یک «وزیر برابری جنسیتی» است. دولت سوئد در بودجه سالانه خود مبالغی را به‌طور خاص برای برابری جنسیتی اختصاص می‌دهد. در سال ۲۰۱۴، دولت سوئد ۲۵۲ میلیون کرون برای این منظور تخصیص داد. احزاب سیاسی سوئد از همه طیف‌ها در برنامه‌های عمومی خود به سیاست‌های مبتنی بر جنسیت متعهد هستند.

### سیاست خارجی فمینیستی سوئد
در اکتبر ۲۰۱۴، مارگوت والستروم، وزیر امور خارجه، اعلام کرد که سوئد به‌عنوان اولین کشور در جهان، سیاست خارجی فمینیستی را دنبال خواهد کرد. از آن زمان، دولت سوئد در سیاست خارجی خود به‌طور نظام‌مند دیدگاه برابری جنسیتی را به کار گرفته است. در سال ۲۰۱۸، دولت سوئد کتابچه‌ای منتشر کرد که جزئیات این رویکرد فمینیستی را شرح می‌داد.
سیاست خارجی فمینیستی سوئد بر اساس «سه R» (حقوق، نمایندگی و منابع) بنا شده و با توجه به واقعیت‌های زندگی زنان امروز طراحی شده است. این سیاست با رویکردی تقاطعی به فمینیسم، برنامه‌ای تحول‌آفرین است که هدف آن تغییر ساختارها و افزایش دیده شدن زنان و دختران، نه‌تنها به‌عنوان مخاطبان منفعل، بلکه به‌عنوان بازیگران فعال در امور خارجی است. سیاست خارجی فمینیستی بر سه محور حقوق، نمایندگی و منابع متمرکز است و بر اساس واقعیت‌های زندگی زنان شکل گرفته است.

#### حقوق زنان
دولت سوئد متعهد به ترویج حقوق بشر زنان و دختران است و به‌ویژه بر مبارزه با همه اشکال خشونت و تبعیض که آزادی‌های آنها را محدود می‌کند، تأکید دارد. برای اجرای این تعهدات، دولت سوئد برنامه عملیاتی با شش هدف تدوین کرده است: برخورداری کامل از حقوق بشر، رهایی از خشونت جسمی، روانی و جنسی، مشارکت در پیشگیری و حل تعارض‌ها و بازسازی صلح پس از درگیری، مشارکت سیاسی و نفوذ در همه حوزه‌های جامعه، توانمندسازی اقتصادی زنان، و حقوق سلامت جنسی و باروری (SRHR). این رویکرد بر اساس چارچوب‌های بین‌المللی متعددی از جمله اعلامیه جهانی حقوق بشر، کنوانسیون رفع تبعیض علیه زنان، اعلامیه‌ها و برنامه‌های کنفرانس جهانی زنان سازمان ملل در پکن و کنفرانس بین‌المللی جمعیت و توسعه در قاهره، قطعنامه ۱۳۲۵ شورای امنیت سازمان ملل دربارهٔ زنان، برنامه ۲۰۳۰ برای توسعه پایدار، و برنامه اقدام اتحادیه اروپا برای برابری جنسیتی و توانمندسازی زنان در روابط خارجی (۲۰۱۶–۲۰۲۰) استوار است.

#### نمایندگی سیاسی زنان
در سال ۲۰۱۷، تنها ۱۷ زن در جهان به‌عنوان رئیس دولت فعالیت داشتند. همچنین مطالعه‌ای از ۳۱ فرایند صلح مهم بین سال‌های ۱۹۹۲ تا ۲۰۱۱ نشان داد که تنها ۹ درصد از مذاکره‌کنندگان زن بودند و بیش از ۹۶ درصد از امضاکنندگان توافق‌نامه‌های صلح مرد بودند. به همین دلیل، «نمایندگی» یکی دیگر از محورهای تمرکز دولت سوئد است که مشارکت و نفوذ زنان در همه فرآیندهای تصمیم‌گیری در تمامی سطوح و حوزه‌ها را ترویج می‌کند.
سیاست خارجی فمینیستی سوئد تلاش می‌کند تا منابع دولتی با نگاهی حساس به جنسیت تخصیص یابد تا برابری و فرصت‌های برابر برای همه زنان و دختران ترویج شود، در حالی که اقدامات هدفمندی نیز برای گروه‌های مختلف در نظر گرفته می‌شود.

#### انتقادات
تلاش مارگوت والستروم در ابتدا با تعجب بسیاری روبه‌رو شد. امروزه، به‌ویژه گروه‌های حقوق بشری به تناقض سیاست خارجی فمینیستی در کشوری اشاره می‌کنند که یکی از بزرگ‌ترین صادرکنندگان سلاح به ازای هر نفر در جهان است و به رژیم‌های خودکامه‌ای که به نقض حقوق بشر معروف‌اند، سلاح صادر می‌کند.